# Dvory nad Žitavou
Dvory nad Žitavou (hongrois : Udvard) est une commune du district de Nové Zámky, dans la région de Nitra, en Slovaquie.

## Histoire
La première mention écrite du village date de 1075.

## Démographie

### Évolution de la population
| Année:               | 1994. | 2004.   | 2014.   | 2024.   |
| -------------------- | ----- | ------- | ------- | ------- |
| Nombre de personnes: | 5030  | 5110    | 5163    | 4979    |
| Différence:          |       | +1,59 % | +1,03 % | -3,56 % |

| Année:               | 2023. | 2024.   |
| -------------------- | ----- | ------- |
| Nombre de personnes: | 4947  | 4979    |
| Différence:          |       | +0,64 % |